# Annot (Alpes-de-Haute-Provence)
Annot [aˈnɔt] ist ein Marktflecken und Hauptort der gleichnamigen Gemeinde mit 1013 Einwohnern (Stand 1. Januar 2022) im Département Alpes-de-Haute-Provence in der Region Provence-Alpes-Côte d’Azur in Frankreich. Die Gemeinde gehört zum Arrondissement Castellane sowie zum Kanton Castellane und ist Mitglied im Gemeindeverband Alpes Provence Verdon.

## Lage
Der Ort liegt auf 680 Meter Höhe im engen Tal der Vaïre, etwa zwei Kilometer vor deren Mündung in den Coulomp. Angrenzende Gemeinden sind Le Fugeret, Braux, Saint-Benoît, Ubraye, Vergons und Allons, die nächsten größeren Orte Entrevaux, Saint-Auban, Castellane und Saint-André-les-Alpes.

## Geologie

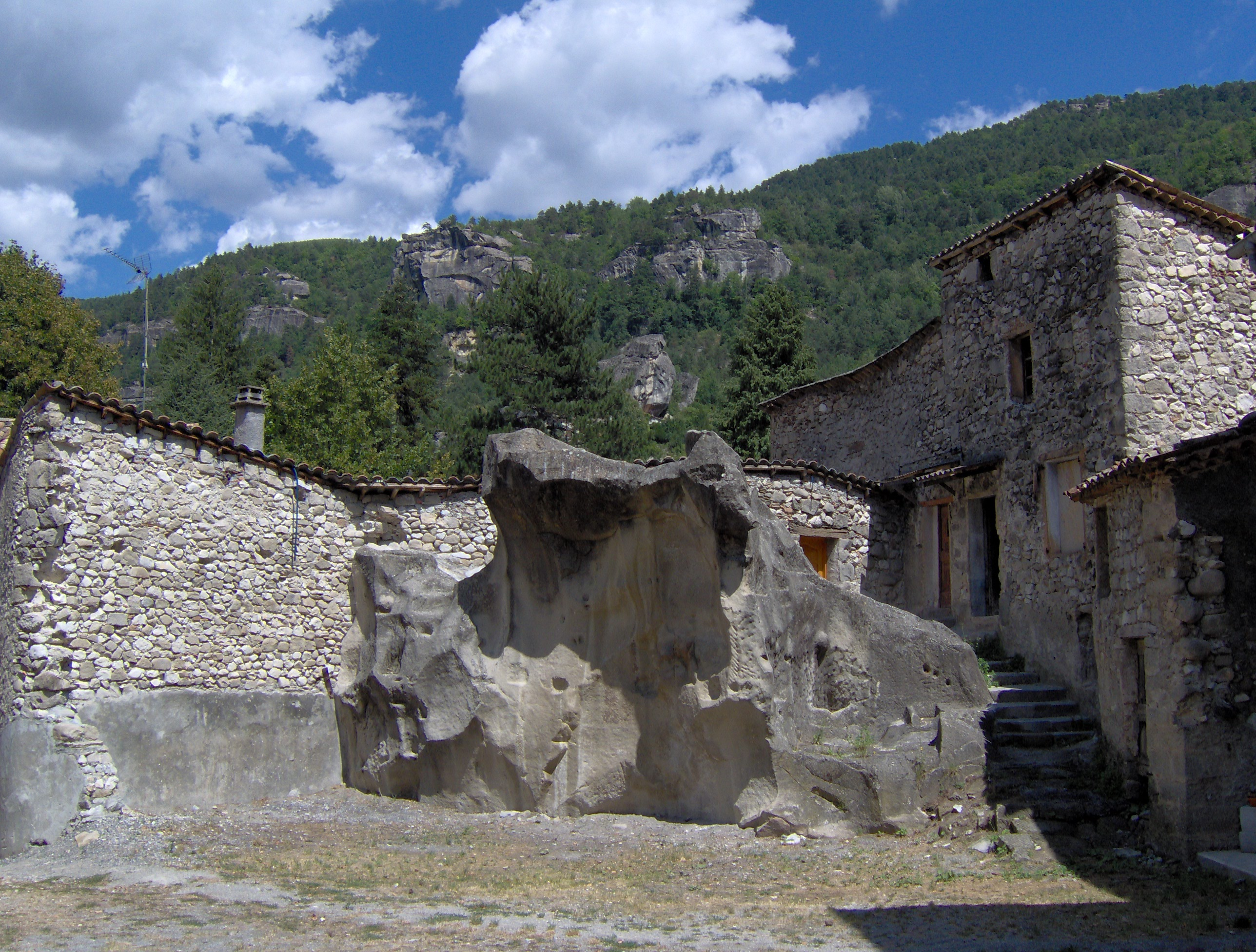
Sandsteinfelsbrocken auf dem Dorfplatz

Annot befindet sich im Kalksteingebirge inmitten eines dort zutage tretenden Sandsteinvorkommens. Die teilweise herabgefallenen Trümmer des Felsenriegels am östlichen Ortsrand weisen eigenwillige Formen auf, sie wurden bereits 1920 unter Schutz gestellt.

## Geschichte

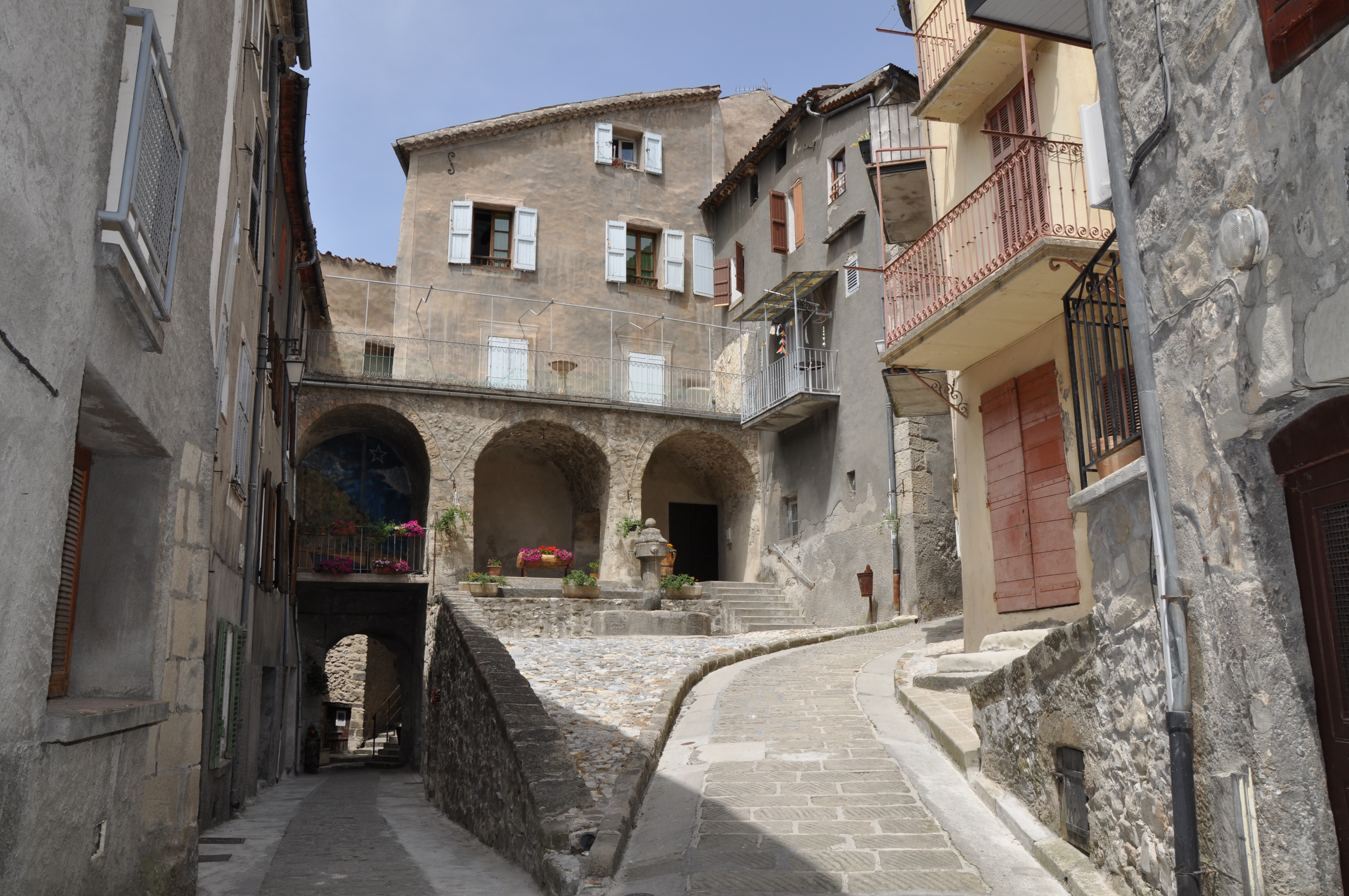
Mittelalterliche Bauten im Ortskern

In der Römerzeit existierte am Hang ein Oppidum an einer Stelle, die den Namen Vers-la-Ville trägt. Spuren der an die Felswände gebauten Häuser und in Stein gehauene Wegstufen sind noch zu erkennen.
Der heutige Ort im Tal der Vaïre ist jüngeren Datums. 1042 wurde er um die Kirche Saint-Pons befestigt, 1084 wurde er urkundlich erwähnt. Grundherr war zunächst die Abtei Saint-Victor in Marseille, die sich bestimmte Rechte mit dem Templerorden teilte. Nach der Auflösung des Ordens kamen dessen Güter zur Abtei Saint-Pons in Nizza.
Später gehörte das Gebiet zur Grafschaft Provence (Comté de Provence). Im Laufe der dem Tod Johannas I. folgenden Erbfolgestreitigkeiten im 14. Jahrhundert wechselte die Gemeinde die Seite und schloss sich, auf Vermittlung Maries von Châtillon-Blois, dem Lager Ludwigs von Anjou an. 1388 richtete Marie einen Jahrmarkt ein und genehmigte dem Ort das Abhalten von Wochenmärkten. Im 15. und 16. Jahrhundert war die Familie Saint-Pons örtlicher Grundherr.
Während der Hugenottenkriege wurde Annot 1574 von den Protestanten angegriffen. Von den Pestepidemien von 1626 und 1670 blieb die Gemeinde verschont. Ende des 17. Jahrhunderts wurde sie in den zweimonatlichen Postdienst mit Maultieren von Entrevaux nach Aix einbezogen. 1680 gab es in Annot vier Notare, im 18. Jahrhundert wurde eine Viguerie (Sitz eines königlichen Verwaltungs- und Justizbeamten) eingerichtet. Eine 1704 im Zuge des Spanischen Erbfolgekriegs eingerichtete Gemeindemiliz musste nach deren Niederlage für 1200 Pfund ausgelöst werden.
Im 19. Jahrhundert begann eine bescheidene Industrialisierung durch Spinnereien und Webereien. 1856 beschäftigten zwei der ursprünglich drei Betriebe insgesamt 40 Arbeiter. 1863 gab es in der Gemeinde zwei Grundschulen für Jungen, denen wenig später eine Mädchenschule folgte.
1908 erhielt der Ort einen Bahnanschluss nach Nizza, dem 1911 die Verbindung nach Digne folgte. Bis Mitte des 20. Jahrhunderts wurde in der Gemeinde Wein angebaut.

## Bevölkerungsentwicklung
| Jahr                       | 1962 | 1968 | 1975 | 1982 | 1990 | 1999 | 2007 | 2016 |
| Einwohner                  | 920  | 746  | 859  | 1035 | 1053 | 988  | 1019 | 1046 |
| Quellen: Cassini und INSEE |      |      |      |      |      |      |      |      |

## Verkehr
Annot liegt an der Departementsstraße D 908, die von Barcelonnette kommend südlich des Ortes in die Nationalstraße 202 (Barrême – Nizza) mündet. Die Schmalspurbahn Chemins de fer de Provence verbindet den Ort mit Nizza und Digne-les-Bains.

## Sehenswürdigkeiten
Siehe auch: Liste der Monuments historiques in Annot
- Mittelalterlicher Ortskern
- Sandsteinformationen Les grès d’Annot
- Denkmalgeschützte Brücke über die Vaïre
- Kirche Saint-Jean-Baptiste (ehemalige Kirche Saint-Pons), deren Ursprünge ins 10. Jahrhundert zurückreichen

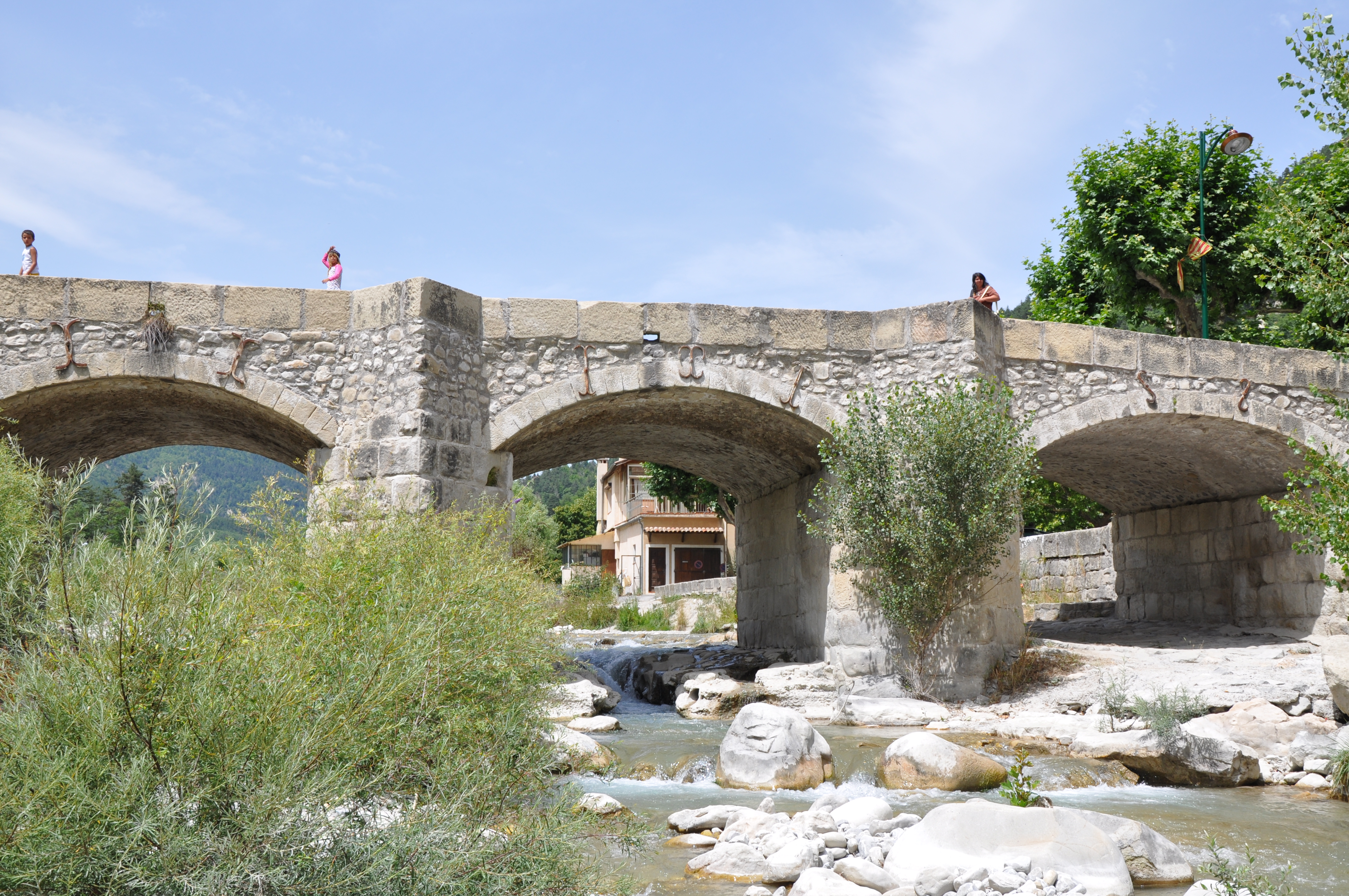
Brücke über die Vaïre
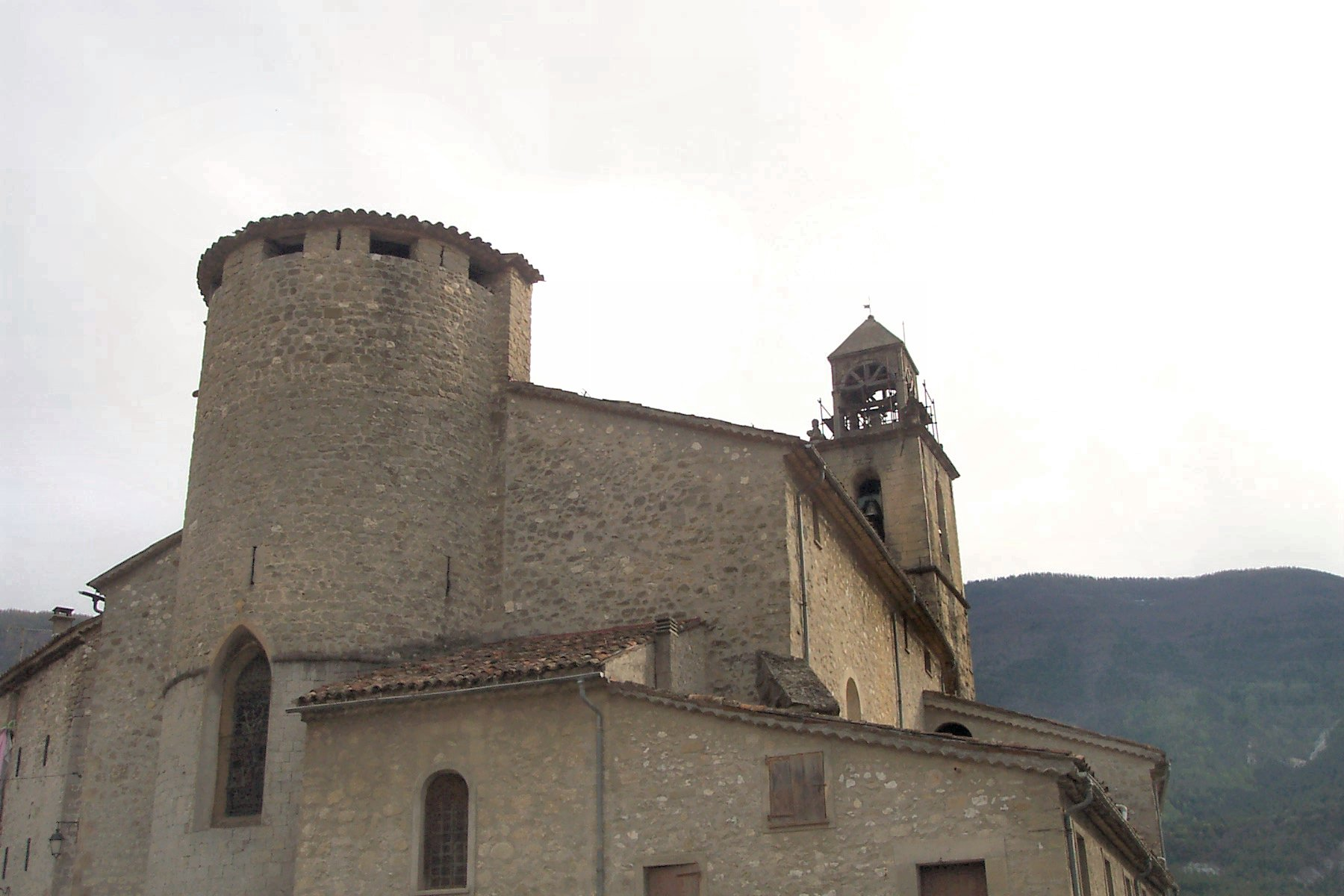
Kirche Saint-Jean-Baptiste
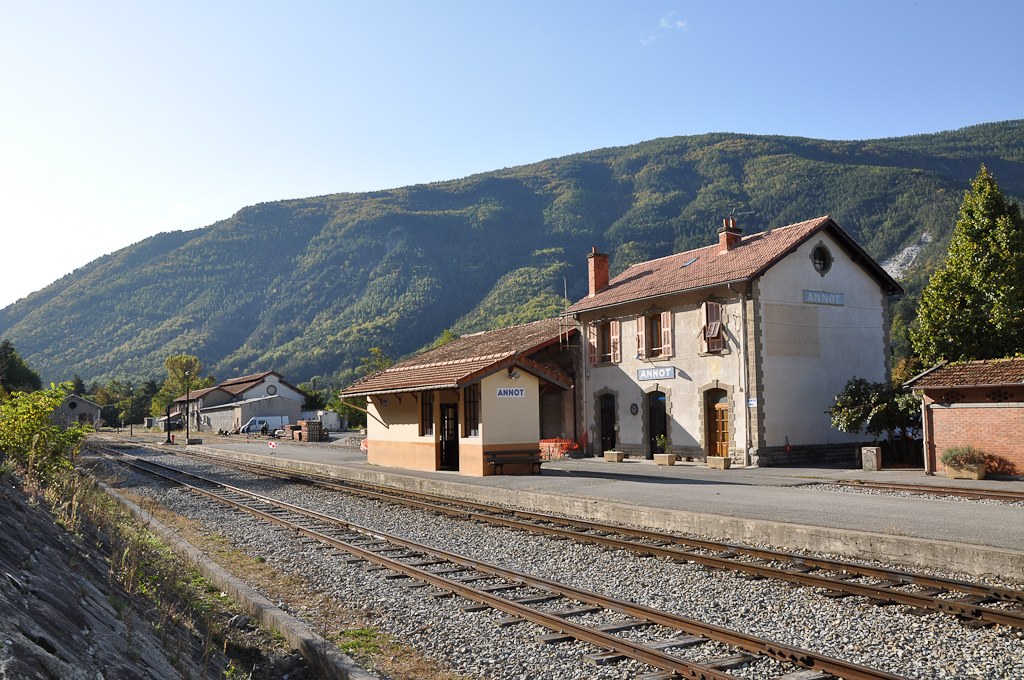
Bahnhof der Chemins de fer de Provence